# Team Deutsche Telekom/2001
De samenstelling van de Duitse wielerploeg Team Deutsche Telekom was in het seizoen 2001 als volgt:
| Naam                 | Geboortedatum | Nationaliteit    | Ploeg 2000            |
| -------------------- | ------------- | ---------------- | --------------------- |
| Rolf Aldag           | 25-08-1968    | Duitsland        | Team Deutsche Telekom |
| Robert Bartko        | 23-12-1975    | Duitsland        |                       |
| Udo Bölts            | 10-08-1966    | Duitsland        | Team Deutsche Telekom |
| Alberto Elli         | 09-03-1964    | Italië           | Team Deutsche Telekom |
| Gian Matteo Fagnini  | 11-10-1970    | Italië           | Team Deutsche Telekom |
| Ralf Grabsch         | 07-04-1973    | Duitsland        | Team Deutsche Telekom |
| Giuseppe Guerini     | 14-02-1970    | Italië           | Team Deutsche Telekom |
| Jens Heppner         | 23-12-1964    | Duitsland        | Team Deutsche Telekom |
| Torsten Hiekmann     | 17-03-1980    | Duitsland        |                       |
| Danilo Hondo         | 04-01-1974    | Duitsland        | Team Deutsche Telekom |
| Kai Hundertmarck     | 25-04-1969    | Duitsland        | Team Deutsche Telekom |
| Matthias Kessler     | 16-05-1979    | Duitsland        | Team Deutsche Telekom |
| Andreas Klier        | 15-01-1976    | Duitsland        | Farm Frites           |
| Andreas Klöden       | 22-06-1975    | Duitsland        | Team Deutsche Telekom |
| David Kopp           | 05-01-1979    | Duitsland        |                       |
| Kevin Livingston     | 24-05-1973    | Verenigde Staten | US Postal Service     |
| Giovanni Lombardi    | 20-06-1969    | Italië           | Team Deutsche Telekom |
| Andrej Mizoerov      | 16-03-1973    | Kazachstan       | Team Deutsche Telekom |
| Dirk Reichl          | 12-09-1981    | Duitsland        |                       |
| Jan Schaffrath       | 17-09-1971    | Duitsland        | Team Deutsche Telekom |
| Stephan Schreck      | 15-07-1978    | Duitsland        | Team Deutsche Telekom |
| Roberto Sgambelluri  | 06-04-1974    | Italië           | Cantina Tollo         |
| Gerhard Trampusch    | 11-08-1978    | Oostenrijk       | Team Deutsche Telekom |
| Jan Ullrich          | 02-12-1973    | Duitsland        | Team Deutsche Telekom |
| Aleksandr Vinokoerov | 16-09-1973    | Kazachstan       | Team Deutsche Telekom |
| Steffen Wesemann     | 11-03-1971    | Duitsland        | Team Deutsche Telekom |
| Erik Zabel           | 07-07-1970    | Duitsland        | Team Deutsche Telekom |

## Ploegleiders
- Walter Godefroot
- Rudy Pevenage
- Mario Kummer
- Frans Van Looy
- Domenico Cavallo

## Overwinningen
- Rund um Köln - Gian-Matteo Fagnini
- 2e etappe Giro d'Italia - Danilo Hondo
- 3e etappe Giro d'Italia - Danilo Hondo
- Kazakstaans Kampioen - Andrey Mizourov
- Duits Kampioen - Jan Ullrich
- Wereldkampioen tijdrijden - Jan Ullrich
- 4e etappe Tour de Suisse - Alexander Vinokoerov
- Milaan-San Remo - Erik Zabel
- 1e etappe Tour de France - Erik Zabel
- 3e etappe Tour de France - Erik Zabel
- 2e etappe Vuelta a España - Erik Zabel
- 3e etappe Vuelta a España - Erik Zabel
- 4e etappe Vuelta a España - Erik Zabel

## Teams

### Tirreno-Adriatico
14 maart–21 maart
- [231.] Rolf Aldag
- [232.] Alberto Elli
- [233.] Gian Matteo Fagnini
- [234.] Kai Hundertmarck
- [235.] Andreas Klier
- [236.] Jan Schaffrath
- [237.] Steffen Wesemann
- [238.] Erik Zabel

### Ronde van Zwitserland
19 juni–28 juni
- [61.] Aleksandr Vinokoerov
- [62.] Erik Zabel
- [63.] Udo Bölts
- [64.] Rolf Aldag
- [65.] Steffen Wesemann
- [66.] Jan Schaffrath
- [67.] Andreas Klier
- [68.] Gian Matteo Fagnini

1989 · 1990 · 1991 · 1992 · 1993 · 1994 · 1995 · 1996 · 1997 · 1998 · 1999 · 2000 · 2001 · 2002 · 2003 · 2004 · 2005 · 2006 · 2007 · 2008 · 2009 · 2010 · 2011